# Лавур
Лаву́р (фр. Lavours) — коммуна во Франции, находится в регионе Рона — Альпы. Департамент коммуны — Эн. Входит в состав кантона Белле. Округ коммуны — Белле.
Код коммуны — 01208.

## Население
Население коммуны на 2010 год составляло 148 человек.
| 1962 | 1968 | 1975 | 1982 | 1990 | 1999 | 2010 |
| ---- | ---- | ---- | ---- | ---- | ---- | ---- |
| 126  | 147  | 142  | 144  | 108  | 117  | 148  |